# Береза-2010
«Береза-2010» (біл. Бяроза-2010) — професіональний білоруський футбольний клуб з міста Береза Берестейської області.

## Хронологія назв
- 1989-1995: «Будівельник»
- 1996-1999: «Береза»
- 1999 рік: «Керамік-Береза»
- 1999-2001: «Керамік»
- 2002-2009: «Береза»
- 2010-2016: «Береза-2010»

## Історія
Клуб був заснований у 1989 році й спочатку мав назву «Будівельник». До 1991 року виступав у чемпіонаті Білоруської РСР, а в 1992 році заявився в Третю лігу чемпіонату Білорусі. Після успішного сезону 1995 року потрапив у Другу лігу, де грав до 2006 року.
У 1996 році клуб змінив свою назву на «Береза», а в 1999 році об'єднався з іншим березовським клубом — «Керамік» й взяв його назву, але в 2002 році знову став іменуватися «Береза». У 2006 році «Береза» вилетіла у Другу лігу.
У 2010 році клуб, маючи фінансові проблеми, підписав договір з мінським «Динамо». Отримавши нову назву «Береза-2010», клуб приєднався до академії мінчан, у березівському клубі почали виступати дублери й резервісти «Динамо».
Сезон 2011 року команда закінчила на другому місці й повернувся в Першу лігу. У Першій лізі «Береза-2010», завдяки підтримці «Динамо», виступала вдало: у 2012 році — 9 місце, а в 2013 році клуб піднявся на 5-ту сходинку.
У сезоні 2014 року був узятий курс на омолодження складу: команда майже повністю стала складатися з вихованців мінського «Динамо». У той же час кращі гравці «Берези-2010» (Сергій Ігнатович, Сергій Карпович, Андрій Заліський та Євген Нікітін) перейшли в основний склад динамівців, багато хто зумів там закріпитися. Сама ж «Береза», залишившись без найкращих гравців, сезон 2014 року закінчила тільки на 12 місці, а в наступному піднялася на сходинку вище.
12 січня 2016 року компанія «Трайпл» припинила фінансування, яке становить близько 90% від усього бюджету клубу, після чого «Береза-2010" перейшла на баланс міста. В цей же день було завершено співпрацю клубу з тренерським штабом в складі Андрія Лаврика, Олександра Марцьошкіна та Артема Кендиша. У лютому 2016 року, не дивлячись на спроби збереження клубу у Другій лізі або чемпіонаті Берестейської області, засновник клубу — Березовський районний виконавчий комітет через фінансові проблеми ухвалив рішення про ліквідацію клубу.
22 березня 2016 року Білоруський федерація футболу виключила клуб з числа членів федерації.

## Досягнення
- Третя/Друга ліга чемпіонату Білорусі
  -  Срібний призер (2): 1995 (група А), 2011

## Статистика виступів

### Чемпіонат і Кубок Білорусі
| Сезон   | Ліга           | М  | Іг | В  | Н  | П  | Голи  | Очки | Кубок       | Примітки           |
| ------- | -------------- | -- | -- | -- | -- | -- | ----- | ---- | ----------- | ------------------ |
| 1992    | Третя (Д3)     | 8  | 15 | 7  | 3  | 5  | 20–21 | 17   | 1/32 фіналу |                    |
| 1992–93 | Третя (Д3)     | 9  | 30 | 11 | 7  | 12 | 36–54 | 29   | 1/32 фіналу |                    |
| 1993–94 | Третя (Д3)     | 5  | 34 | 16 | 9  | 9  | 50–30 | 41   |             |                    |
| 1994–95 | Третя - А (Д3) | 4  | 22 | 13 | 3  | 6  | 40–22 | 29   | 1/16 фіналу |                    |
| 1995    | Третя - А (Д3) | 2  | 10 | 7  | 1  | 2  | 26–8  | 22   |             | Вихід у Другу лігу |
| 1996    | Друга (Д2)     | 11 | 24 | 6  | 8  | 10 | 23–37 | 26   | 1/16 фіналу |                    |
| 1997    | Друга (Д2)     | 4  | 30 | 15 | 6  | 9  | 36–34 | 51   | 1/16 фіналу |                    |
| 1998    | Перша (Д2)     | 12 | 30 | 8  | 8  | 14 | 37–48 | 32   | 1/16 фіналу | Зміна назви ліг    |
| 1999    | Перша (Д2)     | 8  | 30 | 11 | 10 | 9  | 37–38 | 43   | 1/16 фіналу |                    |
| 2000    | Перша (Д2)     | 6  | 30 | 14 | 6  | 10 | 59–42 | 48   | 1/32 фіналу |                    |
| 2001    | Перша (Д2)     | 8  | 28 | 9  | 7  | 12 | 34–39 | 34   | 1/32 фіналу |                    |
| 2002    | Перша (Д2)     | 15 | 30 | 6  | 5  | 19 | 36–65 | 23   |             |                    |
| 2003    | Перша (Д2)     | 14 | 30 | 6  | 8  | 16 | 17–44 | 26   | 1/16 фіналу |                    |
| 2004    | Перша (Д2)     | 10 | 30 | 10 | 7  | 13 | 39−45 | 37   | 1/32 фіналу |                    |
| 2005    | Перша (Д2)     | 14 | 30 | 8  | 4  | 18 | 36−58 | 28   | 1/16 фіналу |                    |
| 2006    | Перша (Д2)     | 14 | 26 | 3  | 6  | 17 | 23−58 | 15   | 1/32 фіналу | Виліт у Другу лігу |
| 2007    | Друга (Д3)     | 7  | 30 | 12 | 6  | 12 | 33−38 | 42   | 1/32 фіналу |                    |
| 2008    | Друга (Д3)     | 9  | 30 | 11 | 9  | 10 | 48−32 | 42   | 1/32 фіналу |                    |
| 2009    | Друга (Д3)     | 11 | 26 | 6  | 8  | 12 | 31−40 | 26   | 1/32 фіналу |                    |
| 2010    | Друга (Д3)     | 6  | 34 | 16 | 6  | 12 | 57−55 | 54   | 1/32 фіналу |                    |
| 2011    | Друга (Д3)     | 2  | 30 | 22 | 7  | 1  | 77−28 | 73   | 1/32 фіналу | Вихід у Першу лігу |
| 2012    | Перша (Д2)     | 9  | 28 | 9  | 6  | 13 | 41−48 | 33   | 1/8 фіналу  |                    |
| 2013    | Перша (Д2)     | 5  | 30 | 14 | 8  | 8  | 44−30 | 50   | 1/16 фіналу |                    |
| 2014    | Перша (Д2)     | 12 | 30 | 8  | 9  | 13 | 37−48 | 33   | 1/32 фіналу |                    |
| 2015    | Перша (Д2)     | 11 | 30 | 10 | 4  | 16 | 39−43 | 34   | 1/16 фіналу | Припинив існування |

## Відомі гравці
- Михайло Конопелько

## Відомі тренери
- Володимир Хников (1993 — 2003)
- Олег Король (2004 — 2005)
- Юрій Тюшкевич (2006 — 2009)
- Ігор Гуринович (лютий 2010 — грудень 2011)
- Олександр Лухвич (грудень 2011 — січень 2013)
- Ігор Гуринович (січень — серпень 2013)
- Валентин Міхєєв (серпень 2013 — грудень 2014 року)
- Сергій Яскович (січень — липень 2015)
- Андрій Лаврик (липень 2015 — січень 2016)